# Скляр, Юрий Иванович
Юрий Иванович Скляр (род. 17 мая 1952) — советский и российский военачальник, Ракетных войск стратегического назначения. Командир 13-й ракетной дивизии. Заместитель командующего 31-й ракетной армии. Генерал-майор (2002).

## Биография

### Начальная биография
Родился 17 мая 1952 году в городе Термез Узбекской ССР в семье военного инженера.
В 1969 году поступил и в 1974 году окончил Ростовское высшее военное командное училище  ракетных войск им. Главного маршала артиллерии М. И. Неделина, Военную академию им. Ф.Э. Дзержинского, командный факультет заочно (1990).

### Служба в армии
Служил в Ракетных войсках на следующих должностях: инженер группы испытаний и регламента ПУ, инженер группы пуска, секретарь комитета ВЛКСМ ракетного полка, заместитель командира группы пуска по политической части, заместитель командира группы пуска, командир группы пуска,
Заместитель командира полка по боевому управлению, начальник штаба полка, заместитель начальника оперативного отделения ракетной дивизии.
Командир ракетного полка. Провел комплекс работ по снятию с боевого дежурства БРК УР-100НУ(!5А35) и проведению строительно-монтажных работ и загрузки  УКП 15В222 и ПУ БРК РТ-2ПМ2(15Ж65) Первого ракетного полка шахтного базирования Тополь-М2 , начальник штаба ракетной дивизии.

### Служба на высших должностях
Командир 13-й Оренбургской ракетной дивизии с января 2001 по август 2004 года , поселок Комаровский. ( Самой мощной ракетной дивизией в РВСН).
В период с 2001 по 2004 годы под руководством Скляра Ю. И. проведена замена ракет Р-36М с истекшими гарантийными сроками на ракеты Р-36М УТТХ в одном из ракетных полков дивизии.
Проводилась большая работа по сплочению воинских коллективов , благоустройству военного городка: создана Аллея славы воинов-ракетчиков, воздвигнуты памятники: Герою Социалистического Труда, первому командиру генерал-майору Д.Х. Чаплыгину., Стратегическим ракетчикам Оренбургской Краснознаменной ракетной дивизии, Дважды Герою Советского Союза лётчику-космонавту В. М. Комарову, Герою России Г. А. Гаджиеву, обустроены площадки детских садов"Сказка",Малышка" и"Теремок", создан биллиардный клуб для офицеров.
Дивизия за этот период неоднократно подвергалась проверкам, которые сдавала успешно. Указом Президента России от 22 февраля 2002 года присвоено очередное воинское звание ― генерал-майор. По итогам проверок в 2001,2003 и 2004 годах дивизия заняла 1-е место среди ракетных дивизий отдельного старта (ОС). Руководил обустройством Первого космодрома в структуре ракетной дивизии, для проведения пусков ракет по программам "Зарядье" и "Днепр"
С августа 2004 года ― заместитель командующего войсками 31-й ракетной армии. Организовывал  подготовку и осуществление пусков межконтинентальных баллистических ракет Р-36М с выводом космических аппаратов во внеземное пространство из позиционного района ракетной дивизии.  Проведены три успешных пуска, на орбиту выведено более 50-ти космических аппаратов различного назначения.
Уволен в запас по достижении предельного возраста в сентябре 2007 года.

### После армии
Направлен на учёт в военный комиссариат город Королёв Московской области, проживает в городе Ростов-на-Дону. С 2009 по 2015 года заместителем директора принимал активное участие в оформлении документов и  создании телевизионной сети по переводу эфирного вещания Ростовской области с аналогового на цифровое.
С 2017 года инспектор группы инспекторов Объединённого стратегического командования Южного военного округа Министерства обороны Российской Федерации. Начальник отделения военно-политической работы.
Проводит большую государственно-патриотическую работу в воинских частях, учебном центре ВКС МО и школах Ростова- на- Дону.
Возглавляет Совет ветеранов РООО «Ветераны-неделинцы». Под руководством Скляра Ю. И. образованы Историко-патриотический центр "Памяти РАУ"и поисковый отряд "Памяти РАУ", создан музей «Памяти РАУ» , установлены памятный знак Воинской Славы подвигу курсантам 1-го РАУ при обороне Ростова в 1941 г. и  памятник Преподавателям и курсантам РАУ 1937-1951-2011 гг, Совет ветеранов является инициатором присвоения шести школам г. Ростова-на-дону почетных имен Героев РАУ.

## Семья
- жена
- дети:

## Знаки отличия
- Орден «За военные заслуги» (Россия)
- Медаль Жукова
- Юбилейная медаль «60 лет Вооружённых Сил СССР»[8]
- Юбилейная медаль «70 лет Вооружённых Сил СССР»[9]
- Медаль «200 лет Министерству обороны»
- Медаль «За безупречную службу» I степени
- Медаль «За безупречную службу» II степени
- Медаль «За безупречную службу» III степени
- Медаль «За отличие в военной службе»
- Медаль «Памяти героев Отечества» и др.